# Chimarra haimuoinam
Chimarra haimuoinam is een schietmot uit de familie Philopotamidae. De soort komt voor in het Oriëntaals gebied.